# الدوري الهندوراسي الدرجة الأولى لكرة القدم 1976–77
الدوري الهندوراسي الدرجة الأولى لكرة القدم 1976–77 هو موسم من الدوري الهندوراسي الدرجة الأولى لكرة القدم. فاز فيه ريال إسبانيا.